# Manos Khatzidakis
Manos Khatzidakis (grec: Μάνος Χατζιδάκις)  (Xanthi, 23 d'octubre de 1925 - Atenes, 15 de juny de 1994) va ser un compositor i teòric de la música grega, considerat com un dels més grans compositors de tots els temps grecs. El seu llegat i la seva contribució està molt estesa entre les obres de música grega contemporània, fins a la segona meitat del segle XX i fins al segle XXI. També va ser un dels principals promotors de la forma de música "Éntekhno" (juntament amb Mikis Theodorakis). El 1960, va rebre un premi de la Millor cançó original per la seva cançó Never on Sunday (en grec Ποτέ την κυριακή, Mai en diumenge), de la pel·lícula del mateix nom.
Era fill de l'advocat Georgios Hatzidakis, procedent del poble de Mirthios, Agios Vasileios, a la prefectura Rethymno de Creta i d'Aliki Arvanitidou, que venia d'Adrianòpolis. La seva educació musical va començar als quatre anys i va consistir en lliçons de piano del pianista armeni Altunian. Al mateix temps, va aprendre a tocar el violí i l'acordió.
Després de la separació dels seus pares, Hatzidakis es va traslladar definitivament a Atenes el 1932 amb la seva mare. Uns anys més tard, el 1938, el seu pare va morir en un accident d'avió. Aquest esdeveniment, en combinació amb l'inici de la Segona Guerra Mundial, va portar la família en una situació financera difícil. El jove Hatzidakis es va guanyar la vida com a estibador al port, venedor de gel a la fàbrica Fix, empleat a la botiga de fotografia de Megalokonomou i com a infermer adjunt al 401 Hospital Militar.
Al mateix temps, va ampliar els seus coneixements musicals estudiant teoria de música avançada amb Menelaos Pallandios, en el període 1940-1943. Al mateix temps, va estudiar filosofia a la Universitat d'Atenes. Tot i això, mai va completar aquest curs. Durant aquest període, es va relacionar amb altres músics, escriptors i intel·lectuals. Entre aquests hi havia Nikos Gatsos, Iorgos Seferis, Odisseus Elitis, Ànguelos Sikelianós i l'artista Iannis Tsarukhis. Durant el darrer període de l'ocupació per l'Eix de Grècia, va participar activament en la Resistència grega mitjançant l'adhesió a l'"United Panhellenic Organization of Youth" (EPON), la branca juvenil de la principal organització de resistència EAM, on va conèixer Mikis Theodorakis amb qui aviat va desenvolupar una forta amistat.
Havia pres una declaració contra l'entrada de Grècia a la Unió Europea
En els últims anys de la seva vida va declarar la seva obra que va ser escrita del cinema grec.

## Carrera
El seu primer treball va ser la melodia de la cançó "Paper Moon" ("Χάρτινο το Φεγγαρ,ι"), del "Street Street Named Desire" de Tennessee Williams muntada pel Teatre Art d'Atenes per Karolos Koun, una col·laboració que va continuar durant 15 anys. La seva primera peça de piano, "For a Little White Seashell" ("Για μια Μικρή Λευκή Αχιβάδα"), va sortir el 1947 i el 1948 va sacsejar l'establish musical impartint la seva llegendària conferència sobre la "rembetika", les cançons populars urbanes que van florir en grec. Les ciutats, principalment el Pireu, després de l'afluència de refugiats d'Àsia Menor el 1922 i fins aleshores tenien grans connexions a l'infra-món i al consum de cànnabis i, per tant, es miraven. Hatzidakis es va centrar en l'economia de l'expressió, les profundes arrels tradicionals i la genuïnitat de l'emoció mostrada en la "rembetika", i va exaltar els gustos de compositors com Markos Vamvakaris i Vassilis Tsitsanis. Comptant la teoria a la pràctica, va adaptar la "rembetika" clàssica en la seva obra de piano de 1951, Six Popular Pictures (Έξι Λαϊκές Ζωγραφιές), que després va ser presentada també com un ballet popular. El 1949 va cofundar la Companyia Grega de Teatre de Dansa amb el coreògraf Rallou Manou.
En aquest moment, va començar a escriure cançons "pop" immensament populars i bandes sonores de pel·lícules al costat d'obres més serioses, com ara el CNS Cycle de 1954 (O Kyklos tou CNS), un cicle de cançons per a piano i veu que recorda el mentit alemany en la seva forma, si no. en estil. El 1955 va escriure la partitura de la pel·lícula Stella de Michael Cacoyannis, amb l'actriu Melina Mercouri, cantant la cançó de la marca comercial "Love" que es va convertir en un ganivet de doble tall" ("ΑγΑπη που" γινες δίκοπο μαχαίρι"). Hatzidakis sempre va sostenir que va escriure les seves peces serioses per ell mateix i els seus menys seriosos per guanyar-se la vida.
El 1958, Hatzidakis va conèixer Nana Mouskouri, el seu primer "intèrpret ideal", una vocalista hàbil que va donar forma als sons de la seva música. Va ser el 1960 que li va portar l'èxit internacional, ja que la seva cançó "Never on Sunday" ("Τα παιδιά του Πειραιά"), de la pel·lícula de Jules Dassin Never on Sunday (Ποτέ την Κυριακή), va guanyar-li un premi de l'Acadèmia i es va convertir en un èxit mundial.
El 1962, es va produir el musical Carrer dels Somnis (Οδός Ονείρων) i va completar el seu resultat d'Aristófanes Els ocells (Όρνιθες), una altra producció de Teatre d'Art, que va causar un enrenou sobre Karolos Koun direcció revolucionària. Aquest resultat també va ser utilitzat després per Maurice Béjart pel seu Ballet del Segle 20. També va escriure la música per a una cançó a la qual Arthur Altman va afegir lletres angleses i va donar a Brenda Lee. La cançó va ser "All Alone Am I". El 1964 va publicar l'àlbum 15 Vespres (Δεκαπέντε Εσπερινοί) amb la famosa cançó "Mr Antonis ("Ο Κυρ Αντώνης").
El 1965, el seu LP Gioconda's Smile (Το Χαμόγελο της Τζιοκόντας) es va publicar a Minos-EMI. El 2004 va ser reeditat, remasteritzat digitalment com a LP audiòfil i CD com a col·lecció EMI Classics. El 1966 va viatjar a la ciutat de Nova York per a l'estrena d'Illya Darling, un musical de Broadway basat en Never on Sunday, que va protagonitzar Mercouri. No va tornar al seu país fins al 1972 a causa de la seva oposició a la dictadura militar de Grècia.
Hatzidakis va tornar a Grècia el 1972, després de l'enderrocament de la junta, va participar en la vida pública i va assumir diverses posicions en l'Orquestra Estatal d'Atenes (KOA), l'Operapera Nacional (ELS) i la ràdio nacional (ERT). El 1985 va llançar la seva pròpia companyia discogràfica "Seirios" (Sirius). El 1989 va fundar i dirigir l'"Orchestra ton Chromaton", una petita orquestra simfònica.
Va morir el 15 de juny de 1994 a Atenes a l'edat de 68 anys, a causa d'un edema pulmonar agut. L'any 1999, la ciutat d'Atenes va dedicar Technopolis a la seva memòria. Va ser enterrat a Paiania.